# Лужіни (станція метро)
50°02′42″ пн. ш. 14°19′48″ сх. д. / 50.04500° пн. ш. 14.33000° сх. д.
Лужіни (чеськ. Lužiny) — станція Празького метрополітену. Розташована між станціями «Лука» і «Гурка».
Станція була відкрита 11 листопада 1994 року у складі пускової дільниці лінії B «Нове Бутовіце»—«Злічин».

## Характеристика станції
На станції один наземний вестибюль.
Станція примітна незвичайною конструкцією — в стелі центрального прольоту є засклені ніші, що виходять на поверхню (всього 3 по довжині станції). Під нішами розташовані композиції у вигляді засклених пальм.